# Bahnstrecke Argenton-sur-Creuse–La Chaussée
| Viaduc de Chavin, April 2015 |                      |                                                                                      |                                                                                      |
| Streckennummer (SNCF): | 697 000              |                                                                                      |                                                                                      |
| Streckenlänge: | 46,9 km              |                                                                                      |                                                                                      |
| Spurweite: | 1435 mm (Normalspur) |                                                                                      |                                                                                      |
| Maximale Neigung: | 20 ‰                 |                                                                                      |                                                                                      |
| |                      |                                                                                      |                                                                                      |
| \| \| \| Bahnstrecke Les Aubrais-Orléans–Montauban-Ville-Bourbon von Les Aubrais \| \| \| \| \| \| \| \| \| 292,5 \| Bahnstrecke Port-de-Piles–Argenton-sur-Creuse v. P-d-Piles \| Bahnstrecke Port-de-Piles–Argenton-sur-Creuse v. P-d-Piles \| \| \| 295,1 \| Argenton-sur-Creuse \| 110 m \| \| \| \| \| \| \| \| \| Bahnstrecke Les Aubrais-Orléans–Montauban-Ville-Bourbon nach Montauban-Ville-Bourbon \| \| \| \| \| \| \| \| \| 298,1 \| Le Pêchereau \| 134 m \| \| \| 300,7 \| Le Menoux \| 162 m \| \| \| 301,9 \| Viaduc de Fromental \| Viaduc de Fromental \| \| \| 304,9 \| Chavin \| 203 m \| \| \| 310,5 \| Maillet \| 212 m \| \| \| 312,4 \| Creuzançais \| Creuzançais \| \| \| ~316,1 \| Auzon (199 m) \| Auzon (199 m) \| \| \| 317,8 \| Cluis \| 265 m \| \| \| ~318,7 \| D 990 (ehem. N 690) \| D 990 (ehem. N 690) \| \| \| 320,6 \| Bonnavois \| 233 m \| \| \| 325,3 \| Neuvy-Saint-Sépulchre \| 204 m \| \| \| ~325,5 \| D 927 (ehem. N 727) \| D 927 (ehem. N 727) \| \| \| 329,2 \| Sarzay-Fougerolles \| 217 m \| \| \| ~333,0 \| D 927 (ehem. N 727) \| D 927 (ehem. N 727) \| \| \| ~335,7 \| Bahnstrecke La Châtre–Guéret von Guéret \| Bahnstrecke La Châtre–Guéret von Guéret \| \| \| 336,2304,6 \| La Chaussée (Keilbahnhof) \| 232 m \| \| \| \| Bahnstrecke La Châtre–Guéret nach La Châtre \| \| \| \| \| \| \| \| Beginn der Streckenzählung: Paris-Austerlitz über Orléans und Vierzon \| \| \| \| |                      |                                                                                      |                                                                                      |
| |                      | Bahnstrecke Les Aubrais-Orléans–Montauban-Ville-Bourbon von Les Aubrais              |                                                                                      |
| |                      |                                                                                      |                                                                                      |
| Abzweig geradeaus und ehemals von rechts | 292,5                | Bahnstrecke Port-de-Piles–Argenton-sur-Creuse v. P-d-Piles                           | Bahnstrecke Port-de-Piles–Argenton-sur-Creuse v. P-d-Piles                           |
| Bahnhof | 295,1                | Argenton-sur-Creuse                                                                  | 110 m                                                                                |
| |                      |                                                                                      |                                                                                      |
| Abzweig ehemals geradeaus und nach rechts |                      | Bahnstrecke Les Aubrais-Orléans–Montauban-Ville-Bourbon nach Montauban-Ville-Bourbon | Bahnstrecke Les Aubrais-Orléans–Montauban-Ville-Bourbon nach Montauban-Ville-Bourbon |
| |                      |                                                                                      |                                                                                      |
| Haltepunkt / Haltestelle (Strecke außer Betrieb) | 298,1                | Le Pêchereau                                                                         | 134 m                                                                                |
| Bahnhof (Strecke außer Betrieb) | 300,7                | Le Menoux                                                                            | 162 m                                                                                |
| Brücke (Strecke außer Betrieb) | 301,9                | Viaduc de Fromental                                                                  | Viaduc de Fromental                                                                  |
| Bahnhof (Strecke außer Betrieb) | 304,9                | Chavin                                                                               | 203 m                                                                                |
| Haltepunkt / Haltestelle (Strecke außer Betrieb) | 310,5                | Maillet                                                                              | 212 m                                                                                |
| Brücke (Strecke außer Betrieb) | 312,4                | Creuzançais                                                                          | Creuzançais                                                                          |
| Brücke über Wasserlauf (Strecke außer Betrieb) | ~316,1               | Auzon (199 m)                                                                        | Auzon (199 m)                                                                        |
| Bahnhof (Strecke außer Betrieb) | 317,8                | Cluis                                                                                | 265 m                                                                                |
| Bahnübergang (Strecke außer Betrieb) | ~318,7               | D 990 (ehem. N 690)                                                                  | D 990 (ehem. N 690)                                                                  |
| Haltepunkt / Haltestelle (Strecke außer Betrieb) | 320,6                | Bonnavois                                                                            | 233 m                                                                                |
| Bahnhof (Strecke außer Betrieb) | 325,3                | Neuvy-Saint-Sépulchre                                                                | 204 m                                                                                |
| Bahnübergang (Strecke außer Betrieb) | ~325,5               | D 927 (ehem. N 727)                                                                  | D 927 (ehem. N 727)                                                                  |
| Bahnhof (Strecke außer Betrieb) | 329,2                | Sarzay-Fougerolles                                                                   | 217 m                                                                                |
| Bahnübergang (Strecke außer Betrieb) | ~333,0               | D 927 (ehem. N 727)                                                                  | D 927 (ehem. N 727)                                                                  |
| Abzweig geradeaus und von rechts (Strecke außer Betrieb) | ~335,7               | Bahnstrecke La Châtre–Guéret von Guéret                                              | Bahnstrecke La Châtre–Guéret von Guéret                                              |
| Haltepunkt / Haltestelle (Strecke außer Betrieb) | 336,2304,6           | La Chaussée (Keilbahnhof)                                                            | 232 m                                                                                |
| |                      | Bahnstrecke La Châtre–Guéret nach La Châtre                                          |                                                                                      |
| |                      |                                                                                      |                                                                                      |
| Beginn der Streckenzählung: Paris-Austerlitz über Orléans und Vierzon |                      |                                                                                      |                                                                                      |

Die Bahnstrecke Argenton-sur-Creuse–La Chaussée war eine eingleisige, 46,9 km lange Nebenbahnstrecke im französischen Département Indre. Ab 1903 war sie für etwa 36 Jahre in Betrieb und wurde danach schnell abgebaut und die Grundstücke in den 1970er Jahren veräußert.

## Geschichte
Seit 1868 wurde der Plan, eine Eisenbahnstrecke von lokalem Interesse, die La Châtre über Le Blanc mit Argenton-sur-Creuse verbinden sollte, publik, als der damalige Bürgermeister François Charles Delavau einen entsprechenden Antrag vorstellte und dieser in den Gemeinderat eingebracht wurde. Dabei war diese Verbindung nur ein Teilstück einer wesentlich größeren Vision, die vom Atlantik bis Genf führen sollte. Eine entsprechende Konzessionsvereinbarung wurde am 23. Mai 1872 zwischen der privaten Personengesellschaft Compagnie Séguineau et Jackson in die Kammer des Départements Département Indre eingebracht und am 10. Juni 1873 genehmigt sowie für gemeinnützig erklärt. Diese Personengesellschaft hatte auch eine Konzession für die in Argenton-sur-Creuse anschließende Bahnstrecke Port-de-Piles–Argenton-sur-Creuse beantragt. Da die Konzessionäre innerhalb von fünf Jahren jedoch ihren Verpflichtungen nicht nachkamen, wurde der Vertrag aufgehoben.
Durch den Plan Freycinet kam die Planung wieder auf die Tagesordnung, indem die Strecke am 28. Juni 1883 der Compagnie du chemin de fer de Paris à Orléans (PO) zugesprochen wurde, die Interesse für den Bau und die Betriebsführung bekundet hatte. Ab 1892 wurden zahlreiche Studien für den besten Streckenverlauf angefertigt, die bei relativ flachem Terrain die Anbindung an möglichst viele Gemeinden gewährleisten sollten. Die Eröffnung fand schließlich am 18. Oktober 1903 statt.
Mit dem Verzicht auf die europäische Magistrale und später der militärischen Notwendigkeit verlor die Strecke bald ihre Bedeutung. Zwar konnte sie noch Material für die Éguzon-Talsperre herbeischaffen, die 1923 fertiggestellt wurde, doch im Grunde zeichnete sich der Rückgang des Transportaufkommens bereits im Jahr 1903 mit dem Aufkommen des Automobils ab. Der Erste Weltkrieg und die wirtschaftlich unsichere Nachkriegszeit verzögerten eine Entscheidung zur Neuordnung des Eisenbahnwesens lediglich. Die Strecken, die durch den Plan Freycinet finanziell gefördert worden sind, waren vertraglich verpflichtet, mindestens drei tägliche Zugpaare für die Personenbeförderung anzubieten, das auch auf dieser Verkehrsverbindung schnell unwirtschaftlich wurde. Nach der Übernahme und Verstaatlichung der Bahngesellschaften durch die SNCF wurde der Personenverkehr am 15. Mai 1939, nur 36 Jahre nach ihrer Eröffnung, eingestellt.
Am 9. Juni 1944 wurde ein mit Benzin und Torpedos beladener deutscher Militärzug von französischen Maquis angegriffen und zerstört. Die Gruppe hatte zuvor bei der Gendarmerie Waffen erbeutet und Freiwillige der für die Aufrechterhaltung der Ordnung zuständige GMR (Groupe mobile de réserve) rekrutiert. Der Zug stand vor dem Bahnhof von Argenton auf dem Gleis von La Chaussée kommend und wurde von 20 Soldaten bewacht. Noch am gleichen Tag gegen 18:00 Uhr kam es zum deutschen Racheakt: Mit Panzerunterstützung drangen ca. 150 Mann in den Ort ein, erschossen Gendarmen und Eisenbahner und nahmen etwa 100 Geiseln, von denen 10 hingerichtet wurden. Insgesamt waren bei diesem, später Massaker von Argenton-sur-Creuse bezeichneten Verbrechen 67 Tote zu beklagen.